# Corbon (Orne)
Corbon ist eine französische Gemeinde mit 112 Einwohnern (Stand: 1. Januar 2022) im Département Orne in der Region Normandie. Sie gehört zum Arrondissement Mortagne-au-Perche und zum Kanton Mortagne-au-Perche.

## Geographie
Die Gemeinde Corbon liegt im Regionalen Naturpark Perche am Fluss Huisne, in den hier die Villette mündet, 22 Kilometer östlich von Alençon. Nachbargemeinden von Corbon sind La Chapelle-Montligeon im Nordosten, Cour-Maugis-sur-Huisne im Südosten, Mauves-sur-Huisne im Südwesten sowie Courgeon im Nordwesten.

## Bevölkerungsentwicklung
| Jahr                       | 1962 | 1968 | 1975 | 1982 | 1990 | 1999 | 2010 | 2021 |
| -------------------------- | ---- | ---- | ---- | ---- | ---- | ---- | ---- | ---- |
| Einwohner                  | 159  | 126  | 116  | 91   | 108  | 143  | 152  | 114  |
| Quellen: Cassini und INSEE |      |      |      |      |      |      |      |      |

## Sehenswürdigkeiten
- Manoir de la Vove (Herrenhaus), Monument historique seit 1974
- Kirche Saint-Martin

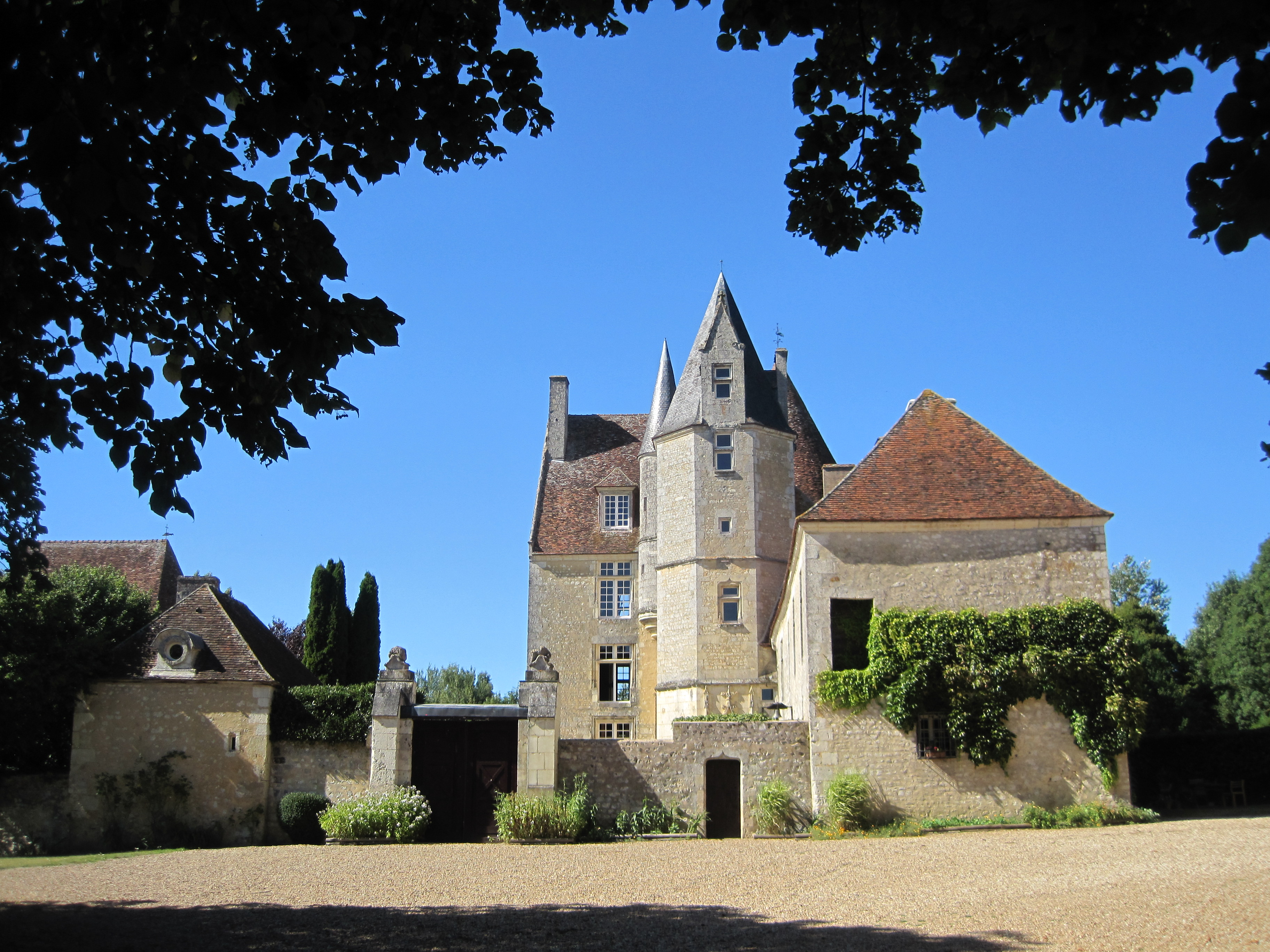
Manoir de la Vove
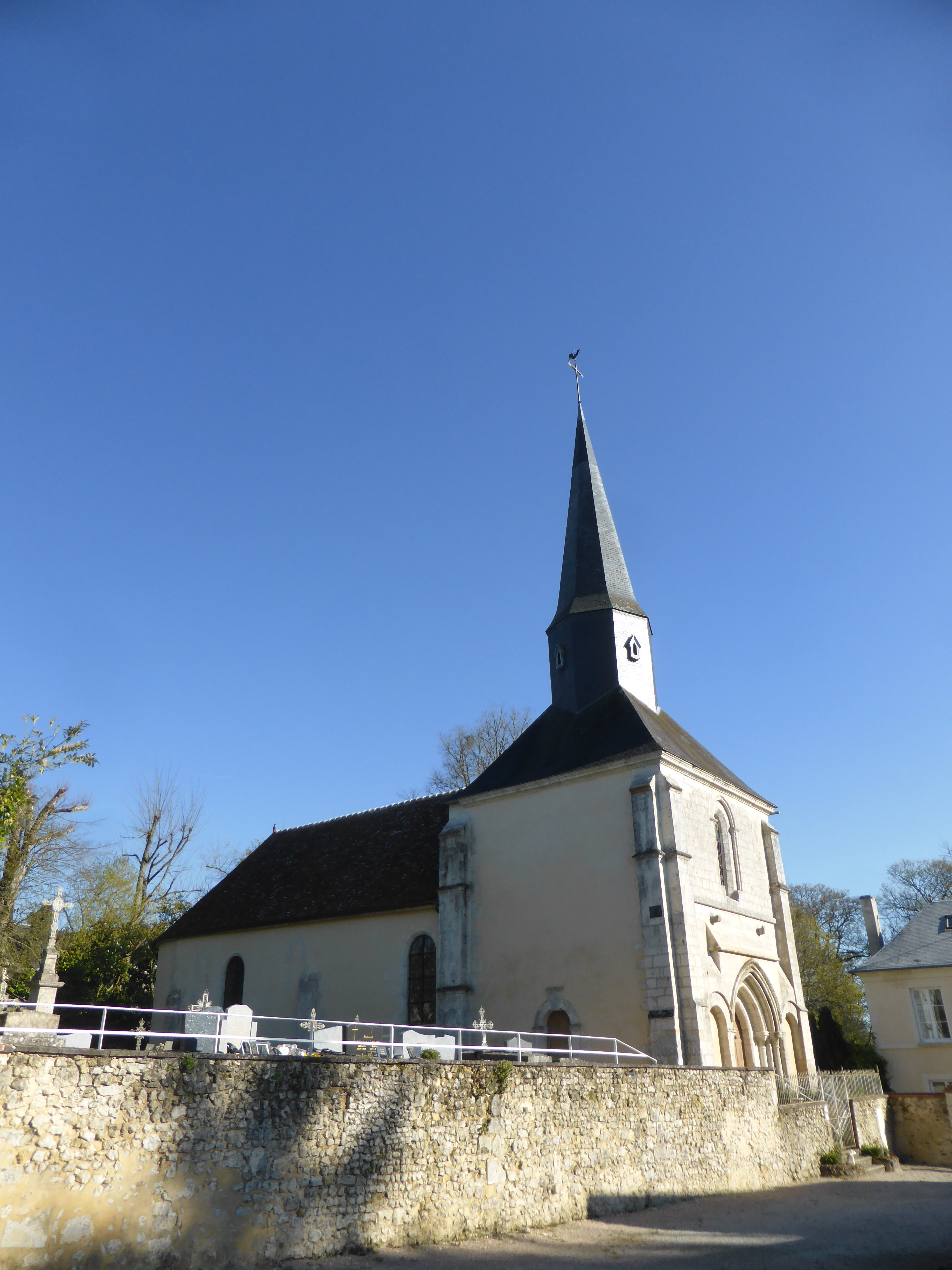
Kirche Saint-Martin